# مکس راکاتانسکی
مکس راکاتانسکی (به انگلیسی: Max Rockatansky) ملقب به مکس دیوانه (انگلیسی: Mad Max؛ مَد مکس) شخصیت عنوان و پروتاگونیست ناقهرمان مجموعه فیلم‌های اکشن پسا آخرالزمانی استرالیایی مکس دیوانه است. این شخصیت که توسط کارگردان جورج میلر و تهیه‌کننده بایرون کندی ساخته شد، در اصل توسط مل گیبسون در سه فیلم اول از سال ۱۹۷۹ تا ۱۹۸۵ و بعداً تام هاردی در چهارمین فیلم در سال ۲۰۱۵ بازی شد.

## توانایی‌ها
مکس مهارت قابل توجهی در استفاده از سلاح گرم دارد و تیراندازی اش عالی است، اما بارزترین مهارت او رانندگی جنگی است: او می‌تواند در حین رانندگی با دست دیگر، با یک دست دقیق شلیک کند. در زمان مکس دیوانه، او به عنوان «مرد تعقیب کننده برتر» در نظر گرفته می‌شد. او می‌تواند به راحتی باندها را در زمین‌های بایر تعقیب کند یا از آنها فرار کند، خواه به وسیله نقلیه دیگری با سرعت بالا سبقت بگیرد یا وسایل نقلیه را از جاده دور کند. این مهارت در کامیون‌ها و همچنین اتومبیل‌ها آشکار است، زیرا او پس از تحمل جراحات جدی در فیلم دوم، نیمه کامیون رانندگی می‌کند.
او در مکس دیوانه: جنگجوی جاده با گرفتن یک مار قبل از نیش زدن و در مکس دیوانه: جاده خشم در حال کوبیدن مارمولکی دو سر که از پشت به سمت او می‌دود، رفلکس‌های سریعی را نشان می‌دهد. این باعث می‌شود که آنت انتیتی او را برای کشتن استاد بلستر در مکس دیوانه: در آن سوی تاندردوم انتخاب کند، زیرا او اولین کسی بود که از او جان سالم به در برد. مکس همچنین توانایی‌های مکانیکی و الکترونیکی نسبتاً زیادی را نشان می‌دهد، تعمیرات جزئی در وسیله نقلیه خود انجام می‌دهد و اگر کسی با مخازن سوخت آن دستکاری کند، آنرا منفجر می‌کند. او همچنین فیوز تأخیر زمانی را تنها با یک فندک، محفظه لامپ و نشت سوخت خودروی واژگون شده ساخت.
مکس در درجه اول یک بقا در زمین بایر است و می‌تواند ناراحتی و درد را در رسیدن به یک هدف تحمل کند، اما بر خلاف بسیاری از قهرمانان فیلم، مکس مستعد آسیب واقعی و گاهی دائمی است: زانوی چپ او با شلیک گلوله در انتهای فیلم اول منفجر می‌شود. او در فیلم دوم با یک لنگی خفیف با کمک بند ساق پا راه می‌رود و در فیلم سوم زانو همچنان محکم بانداژ شده‌است. زانوبند چپ مکس در جاده خشم ظاهر دیگری دارد و به نظر می‌رسد که همچنان بر تحرک او تأثیر می‌گذارد. آسیب دیدگی چشم چپ او در نتیجه تصادفی است که در مکس دیوانه: جنگجوی جاده رخ می‌دهد و سال‌ها بعد در مکس دیوانه: در آن سوی تاندردوم مشهود است.

## بازخورد
اینترتینمنت ویکلی در آوریل ۲۰۰۹ این شخصیت را در فهرست بیست شخص برتر «باحال‌ترین قهرمانان تاریخ در فرهنگ پاپ» در رتبه یازدهم قرار داد. این مجله همچنین شخصیت‌هایی را که کوین کاستنر در فیلم‌های دنیای آب و پستچی به تصویر می‌کشند به‌عنوان «نوادگان کپی‌برداری» مکس راکاتانسکی فهرست کرده‌است. توتال فیلم او را در رتبه ۷۵ در ۱۰۰ شخصیت برتر فیلم تاریخ خود قرار داد.